# Габрене
Габрене (болг. Габрене) — село в Благоевградской области Болгарии. Входит в состав общины Петрич. Находится примерно в 20 км к западу от центра города Петрич и примерно в 74 км к югу от центра города Благоевград.

## История
20 октября 1941 года в районе села Габрене разбился самолёт Ju-52/3m немецкой авиакомпании "Lufthansa", летевший по маршруту из Афин в Софию, в авиакатастрофе погибли все 13 человек, находившиеся на борту (три члена экипажа и 10 пассажиров).
По данным переписи населения 2011 года, в селе  проживало 685 человек.
Каждый август, начиная с 2001 года, из села выдвигаются международные (Болгария—Греция—Македония) экскурсии к пограничной горе Тумба.

## Население
| Год     | 1934 | 1946 | 1956 | 1965 | 1975 | 1985 | 1992 | 2001 | 2011 |
| ------- | ---- | ---- | ---- | ---- | ---- | ---- | ---- | ---- | ---- |
| Жителей | 473  | 639  | 834  | 966  | 926  | 890  | 808  | 774  | 685  |

| Национальность | Человек | Процент |
| -------------- | ------- | ------- |
| болгары        | 648     | 99,23%  |
| другие         | 4       | 0,61%   |
| Всего ответов  | 653     |         |

|  |